# خواكين غاريدو
خواكين غاريدو (بالإسبانية: Joaquín Garrido)‏ هو ممثل مكسيكي، ولد في 17 مايو 1952 بمدينة مكسيكو في المكسيك.

## وصلات خارجية
- خواكين غاريدو على موقع IMDb (الإنجليزية)
- خواكين غاريدو على موقع ألو سيني (الفرنسية)
- خواكين غاريدو على موقع أول موفي (الإنجليزية)
- خواكين غاريدو على موقع قاعدة بيانات الأفلام السويدية (السويدية)
- خواكين غاريدو على موقع قاعدة بيانات الفيلم (الإنجليزية)
- خواكين غاريدو على موقع كينوبويسك (الروسية)